# Chlorure d'or(III)
Le chlorure d'or(III), appelé habituellement chlorure aurique, est l'un des composés les plus communs de l'or. Sa formule est AuCl3. Le chiffre romain dans son nom indique que l'or est à un état d'oxydation de +3, ce qui est la forme la plus stable de l'or dans ses composés. L'or forme également d'autres chlorures comme le chlorure d'or(I) (AuCl), moins stable que AuCl3. L'acide chloraurique, (HAuCl4), produit formé lors de la dissolution de l'or dans de l'eau régale, est aussi parfois référé comme « chlorure d'or », « acide de chlorure d'or(III) » ou encore « hydrate de chlorure d'or(III) ».

Le chlorure d'or(III) est très hygroscopique et soluble dans l'eau et l'éthanol. Il se décompose au-dessus de 160 °C (433 K) ou à la lumière, et forme une gamme de complexes avec de nombreux ligands.

## Structure
AuCl3 existe sous une forme de dimère, tant en phase solide que gazeuse; le bromure AuBr3 obéit au même schéma. Chaque Au central est plan carré. Cette structure est une réminiscence des structures biquadratiques adoptées par AlCl3 et FeCl3. Les liaisons dans AuCl3 sont principalement covalentes, ce qui reflète l'état d'oxydation élevé et l'électronégativité relativement élevée (pour un métal) de l'or.

## Propriétés chimiques
L'AuCl3 anhydre commence à se décomposer en AuCl à environ 160 °C; cependant, cette réaction s'inverse par dismutation à de plus hautes températures pour redonner de l'or métallique et AuCl3.
AuCl3 → AuCl + Cl2 (>160 °C)
3 AuCl → AuCl3 + 2 Au (>420 °C)
AuCl3 est un acide de Lewis qui forme facilement des complexes. Ainsi, avec l'acide chlorhydrique, l'acide chloraurique (HAuCl4) est formé :
HClaq + AuCl3(aq) → H+AuCl4−(aq)
Les chlorures ioniques comme le KCl forment des ions AuCl4− avec AuCl3.

Les solutions aqueuses de AuCl3 réagissent avec des alcali comme l'hydroxyde de sodium pour former un précipité de Au(OH)3 impur, qui se dissoudra dans du NaOH pour former de l'aurate de sodium NaAuO2). S'il est chauffé doucement, Au(OH)3 se décompose en oxyde d'or(III) (Au2O3) puis en or métallique,,,,,.

## Préparation
Le chlorure d'or(III) est la plupart du temps préparé par chloration directe du métal à hautes températures :
2 Au + 3 Cl2 → 2 AuCl3

## Utilisations
Le chlorure d'or(III) est l'un des composés d'or les plus communs et il est par conséquent utilisé comme point de départ pour la synthèse de nombreux autres composés d'or.
Par exemple, à partir de cyanure de potassium (KCN), on obtient le complexe hydrosoluble KAu(CN)4 aussi appelé Dicyanoaurate de potassium :
AuCl3 + 4 KCN → KAu(CN)4 + 3 KCl
Les sels d'or(III), et en particulier NaAuCl4 (formé à partir de AuCl3 + NaCl), fournissent une alternative non toxique aux sels de mercure(II) comme catalyseurs pour les réactions sur les alcynes. Une des réactions importantes de ce genre est l'hydration des alcynes terminales pour produire des méthylcétones, comme :
Les cétones sont généralement formées avec un rendement de plus de 90 % sous ces conditions. L'amination liée qui peut utiliser l'or (à l'état d'oxydation +3) comme catalyseur est très utilisée.

Dans les dernières années, AuCl3 a suscité l'intérêt de chimistes organiciens comme un catalyseur acide doux pour d'autres réactions comme l'alkylation des aromatiques et une conversion des furanes en phénols (voir ci-dessous). De telles réactions peuvent être utilisées en synthèse organique et dans l'industrie pharmaceutique. Ainsi par exemple, le 2-méthylfurane (sylvane) subit une alkylation douce par méthylvinylcétone en position 5 :
La réaction se produit avec un rendement de 91 % en seulement 40 minutes à température ambiante, en utilisant seulement 1 % de AuCl3 dans de l'acétonitrile. Ce rendement est remarquable dans le sens où à la fois le furane et la cétone sont normalement très sensibles aux réactions secondaires comme la polymérisation en conditions acides. Dans certains cas où des alcynes sont présents, un phénol peut être formé :
La réaction comprend un réarrangement complexe conduisant à la formation d'un nouveau cycle aromatique.